# Paleorrota
El geoparque Paleorrota (Paleoruta en español) o Ruta de Paleontología está situado en el centro del estado brasileño de Río Grande del Sur, en el sur del país, cuya zona contiene varios yacimientos paleontológicos con fósiles de la época en que solo existía el continente Pangea. Principal área de estado de Geoturismo. La BR-287 es la carretera principal de la región, y se llama la Ruta de los Dinosaurios por muchos municipios de la región con fósiles. Paleorrota es un término simple y sencillo. Se adoptó porque el término Ruta Paleontológica, ya se utilizaba en países como España, Bolivia, Colombia y México, lo que causó confusión entre los turistas.
El camino está situado en una vasta zona que contiene estratos del período Pérmico al Triásico, entre 270 y 210 millones de años atrás. La región cuenta con varios sitios paleontológicos, que pertenecen a la Formación Santa María, Caturrita, Sanga do Cabral, Rio do Rasto y Irati. En estos sitios se encuentran los fósiles de animales vertebrados antiguos, con una fauna muy variada. Al suroeste de la geoparque se encuentran fósiles que datan del Pérmico a 280 millones de años.
Staurikosaurus fue el primer dinosaurio descubierto en Brasil y sus restos fueron recuperados en Santa María en el sitio Paleontológico Jazigo Cinco, por el paleontólogo Llewellyn Ivor Price.
La ruta está al oeste de la ciudad Mata, que junto con las ciudades de São Pedro do Sul y Santa María, forma un gran depósito de paleobotánica. En un tramo de más de 70 kilómetros, hay muchos yacimientos de fósiles de bosque petrificado.
Al final del Pérmico, el 95% de la vida en la Tierra desapareció, en el evento conocido como la Extinción masiva del Pérmico-Triásico, poco después durante el Triásico, la vida empezó a resurgir con cambios remarcables, dirigiendo la configuración de todas especies futuras. Los descubrimientos hechos en esta región ha hecho grandes contribuciones a la comprensión de estas transformaciones:
- Staurikosaurus uno de los saurisquios más antiguos.
- Sacisaurus posiblemente el ornitisquio más antiguo.
- Pelicosaurios, este grupo originó a los cinodontos, los cuales a su vez dieron origen a los mamíferos. Los fósiles del geoparque, entre ellos Exaeretodon contribuyeron en gran medida al entendimiento de la evolución de los mamíferos.

## Mascota

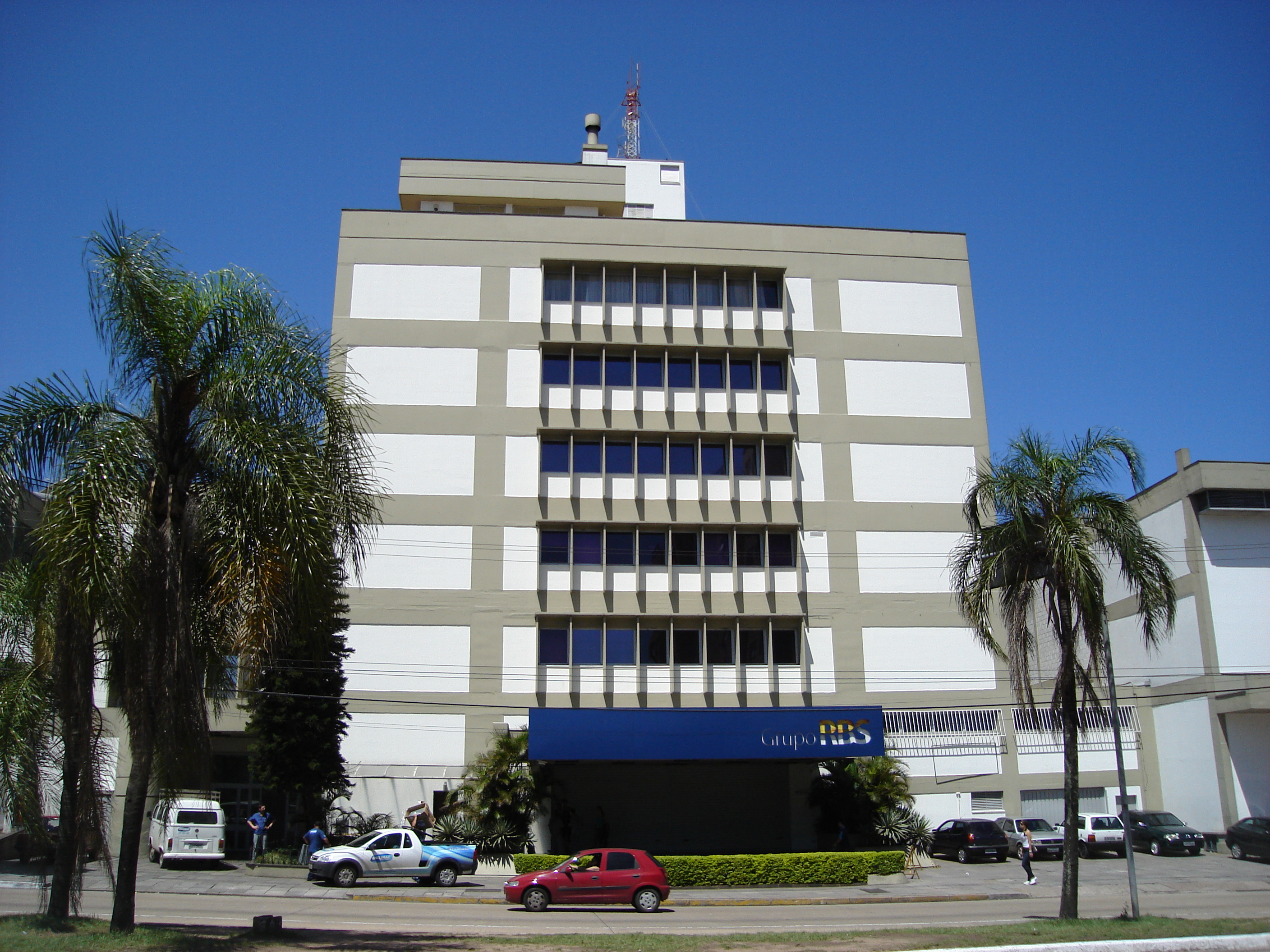
Paleorrota en Radio Gaucha. Cada último domingo de cada mes en el programa de Galpão do Nativismo.

El Dinotchê es la mascota oficial de la región. Es un dinosaurio que vive en Paleorrota, viste como gaucho, le encanta tomar mate y disfrutar de churrasco de Rincosaurio y Dinodontosaurus.

## Bandera
La bandera Paleorrota es la bandera de Rio Grande do Sul con Staurikosaurus blanco en el centro. Se trata de un homenaje al primer dinosaurio brasileño encontrado por Llewellyn Ivor Price, la ciudad de Santa María.

## Grupo Paleorrota
Debido al gran número de municipios e instituciones involucradas con Paleorrota, fue creado en 2010, el Grupo Paleorrota donde las personas interesadas en Turismo, Investigación y Educación en Paleorrota, son Lista de correo electrónico llamado Grupo Paleorrota. En los proyectos del grupo se discuten e ideas. Hay un intercambio de información sobre lo que está sucediendo en región.

## Fauna
En la actualidad se han recogido más de 60 especies diferentes de vertebrados. Encontrado el insecto Sanctipaulus mendesi.

## Flora
En paleobotánica hay dos áreas que se destacan en el geoparque. Norte con Formación Caturrita data del Triásico Tardío, con un Bosque petrificado de coníferas, que se encuentra principalmente en las ciudades de Mata, Pedro do Sul y Santa María. Sur a la Formación Río Bonito, que data del Sakmariense, con una variada flora del Pérmico Glossopteris y se encuentra principalmente en las ciudades de Mariana Pimentel, Encruzilhada do Sul, Arroio dos Ratos, Pantano Grande, Cachoeira do Sul, Rio Pardo y São Jerônimo.
Con la extinción del Pérmico fue un cambio de Glossopteris flora, que se impuso en el Carbonífero y Pérmico al Triásico en una flora Dicroidium. Podemos ver estos dos floras con los siguientes géneros existentes en geoparque:
- Lycophyta: Plantas vascularizadas cabeza de serie con la reproducción por esporas. Géneros Brasilodendron y Cyclodendron.
- Pteridospermatophyta abundantes en el Triásico. Géneros Dicroidium.
- Pteridophytas:Plantas vascularizadas sin semillas (helechos) y la reproducción por esporas. Tenía hojas tipo frondes. Vivió en húmedo y pantanoso. Eran abundantes en el Pérmico. Géneros Asterotheca, Botrychiopsis, Neomariopteris, Osmundites, Pecopteris y Stephanophyllites.
- Sphenophytas: Plantas vascularizadas sin semillas. Géneros Phyllotheca, Sphenopteris y Neocalamites.
- Glossopteris: plantas gimnospermas vascularizados que reproducen con semillas. Dio nombre a los árboles o arbustos que eran 4-6 metros de altura y hojas en forma de lengüeta (gloso griego). Géneros: Glossopteris y Gangamopteris.
- Cordaites: Plantas gimnospermas vascularizadas que reproducen con semillas. Fueron similares a las coníferas con hojas grandes y acanalados. En general, las semillas tenían forma de corazón (razón del nombre). Podría alcanzar los 45 metros de altura. Géneros Cordaites y Kawizophyllum.
- Ginkgophytas: Plantas gimnospermas vascularizadas que reproducen con semillas. Las hojas son similares a Ginkgos actuales. Géneros Chiropteris, Cheirophyllum, Sphenobaiera, Ginkgoites y Baieroxylon.
- Coníferas: Plantas gimnospermas vascularizadas que reproducen con semillas. Consta de Pinus y Araucaria, que podría alcanzar los 30 metros de longitud y dos metros de diámetro. Géneros Buriadia, Cordaicarpus, Coricladus, Kaokoxylon, Samaropsis, Sommerxylon, Brachyphyllum y Pagiophyllum.
- Bennettitales: Plantas gimnospermas vascularizadas que reproducen con semillas. En estrecha relación con las cícadas, ginkgo y coníferas. Es probable que dio lugar a las angiospermas. Géneros Nilssonia y Williamsonia.

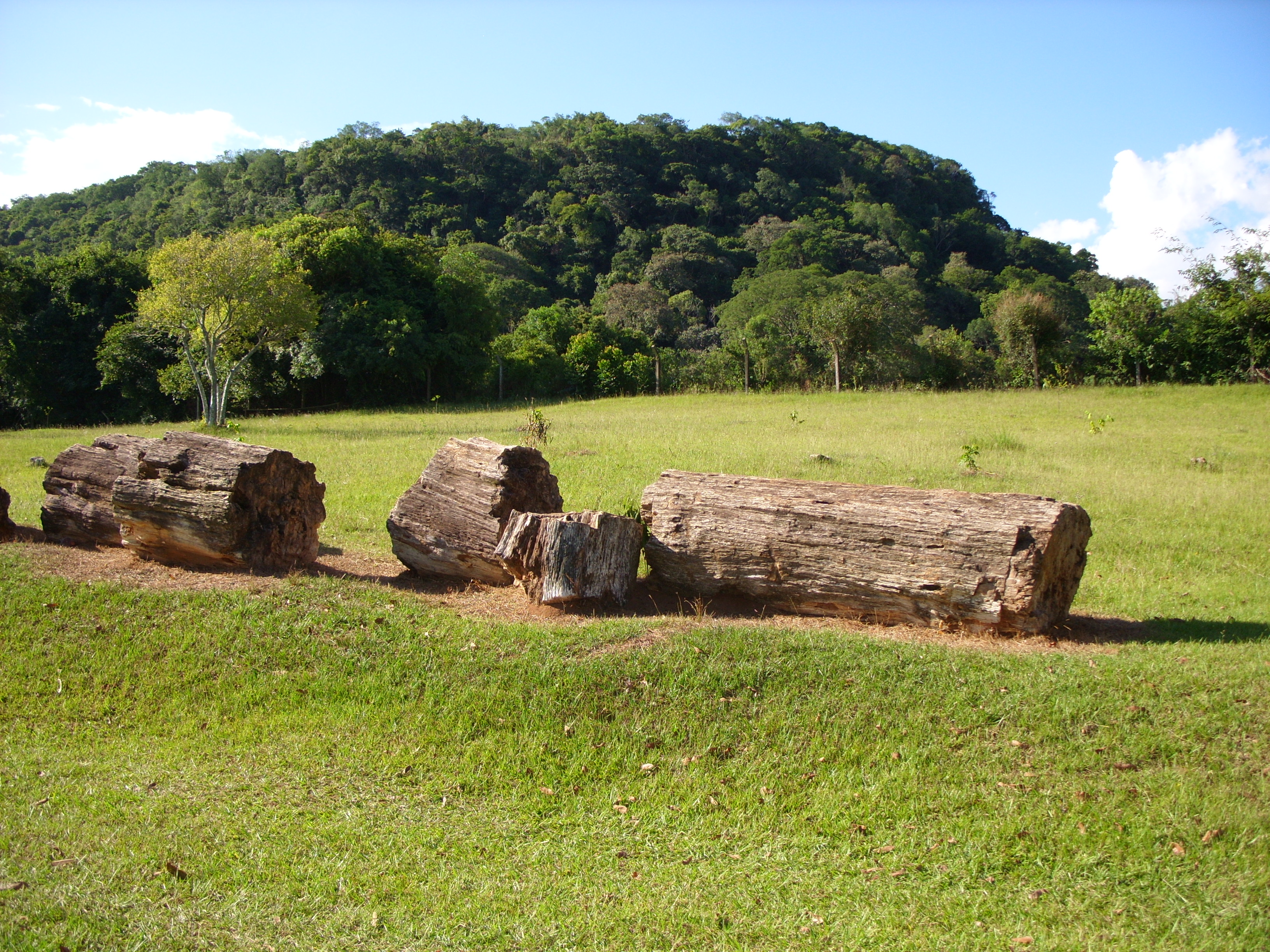
Jardín paleobotánico del Mata.

En paleobotánica por lo general las hojas, semillas, tallos, el polen y las esporas se encuentran por separado. Así que la semillas, el polen y las esporas reciben una nomenclatura independiente, por lo que en el futuro se vínculos entre sinónimos y partes de plantas establecido. Palinología es el área de paleobotánica que contribuye al estudio de los fósiles diminutos como polen, esporas, algas y hongos. A continuación se muestra una lista de las esporas, pólenes, hongos y algas que ya se encuentran en Paleorrota:
Esporas de los géneros: Brevitriletes, Calamospora, Cirratriradites, Convolutispora, Cristatisporites, Cyclogranisporites, Granulatisporites, Horriditriletes, Kraeuselisporites, Lundbladispora, Punctatisporites, Reticulatisporites y Vallatisporites.
Granos de polen de los Géneros: Cannanoropolis, Cycadopites, Divarisaccus, Illinites, Limitisporites, Peppersites, Protohaploxypinus, Striomonosaccites, Vesicaspora y Vittatina.
Hongos: Portalites gondwanensis.
Algas: Brazilea helby, Brazilea scissa, Leiosphaeridia sp., Tetraporina sp. e Quadrisporites horridus.

## Historia
Fuentes: UFSM (Romeu Beltrão) y la UFRGS.
La investigación sobre Fossil comenzó en Santa María con el geógrafo y profesor Antero de Almeida, en 1901, cuando los primeros fósiles encontrados en el Sitio Paleontológico Sanga da Alemoa. Antero de Almeida, también se encuentra el Sitio Paleontológico Chiniquá, que más tarde fue visitado por el paleontólogo alemán Friedrich von Huene.

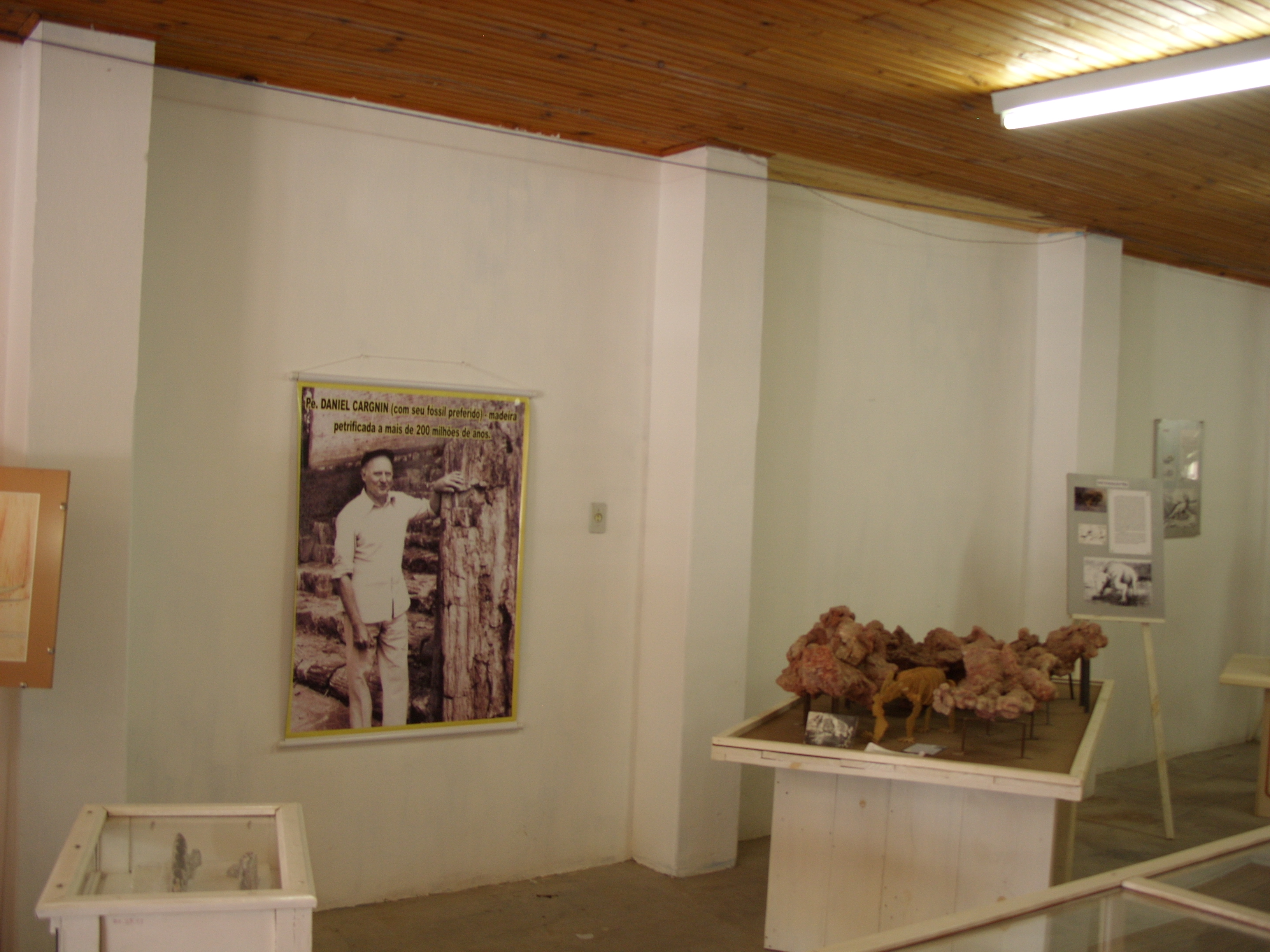
Daniel Cargnin.

En 1902, el Dr. Jango Fischer, nacido en Santa María, recogió fósiles en el Sitio Paleontológico Sanga da Alemoa y se envía al profesor Dr. Hermann von Ihering, entonces director del Museo Paulista, en São Paulo. Tres cuerpos vertebrales eran casi completa,  un fragmento de la vértebra, un dedo, cuatro falanges, y una falange con uñas y aislado. El material fue enviado a Arthur Smith Woodward, el eminente paleontólogo en el Museo Británico de Londres, al estudio, que dio lugar a la determinación del primer fósil de reptil terrestre de América del Sur, el Rincosaurio bautizado por Woodward, con el nombre de Scaphonyx fischeri, en honor a Jango Fischer.
Así la atención científica internacional se ha centrado en Santa María, lo que lleva a una serie de expediciones científicas.
Entre 1915-1917,  el Dr. Guilherme Rau, un alemán que llegó a residir en Santa María en 1900, ayudó al científico alemán Dr. H. Lotz, del Servicio Geológico de Berlín, en la colección de 200 piezas en Sitio Paleontológico Sanga da Alemoa. Este material fue enviado a Von Huene, en Alemania en 1924. Durante este tiempo, un chico de 14 años, Atílio Munari, que vivía cerca del Sitio Alemoa, se fue a vivir con el científico H. Lotz , quien le enseñó a recoger y preparar los fósiles. Muchas de sus obras se encuentran ahora en Río de Janeiro, Porto Alegre y Santa María.
Llewellyn Ivor Price, nació en Santa María, y terminó sus estudios en la Universidad de Harvard, Estados Unidos. Volvió a Santa María en 1936, con su colega Theodore E. White. Tanto contactarse Munari que ayudó en sus excavaciones.
En 1925, Santa María y São Pedro do Sul fueron visitados por el paleontólogo alemán Dr. Bruno von Freyberg, Universidad de Halle-Wittenberg. En el mismo año, los doctores G. Florencia y Pacheco de la Comisión geológica y geográfica São Paulo, estaban en su lugar. Todo lo que pasó esta vez influenciado Vicentino Prestes de Almeida, nacido Chiniquá (1900), para convertirse en un paleontólogo autodidacta. Una mandíbula descubierta por él y enviada a Alemania, fluido en la llegada de Von Huene, en Brasil. Prestosuchus se llama así en honor de Vicentino.
En 1927, llegan a Santa María, los geólogos Paulino Franco de Carvalho y Nero Passos. También este año llega geólogo Alex Löfgren, que estuvo aquí durante un año y con la ayuda de Munari.
En 1928, llega el alemán Friedrich von Huene, acompañado por el Dr. Rudolf Stahlecker. Fueron seis meses recoger en Sitio Alemoa y luego permanecieron dos meses Chiniquá. En el período de diez meses hicieron varias observaciones estratigráficas de muchos municipios. Regresó a Alemania, con varias toneladas de fósiles. Muchos fósiles son recogidos por Von Huene están en la Universidad de Tubinga, Alemania.
En este período, Tupi Caldas, describe Dinodontosaurus pedroanum y Hyperodapedon mariensis.
Cerritosaurus se recogió en 1941 por el jesuita Antonio Binsfeld, el Sitio Paleontológico Sanga da Alemoa en Santa María.
En las décadas del 40 y 50 varias expediciones organizadas por Llewellyn Ivor Price, División de Paleontología del Departamento Nacional de Producción Mineral, de Río de Janeiro, llegar a la región. Price trabajaba en la zona junto con Edwin Harris Colbert, Carlos de Paula Couto, Mackenzie Gondon, Fausto Luís de Souza Cunha y Theodore E. White. En Santa María, Price se alojaba en el Colegio Centenario.

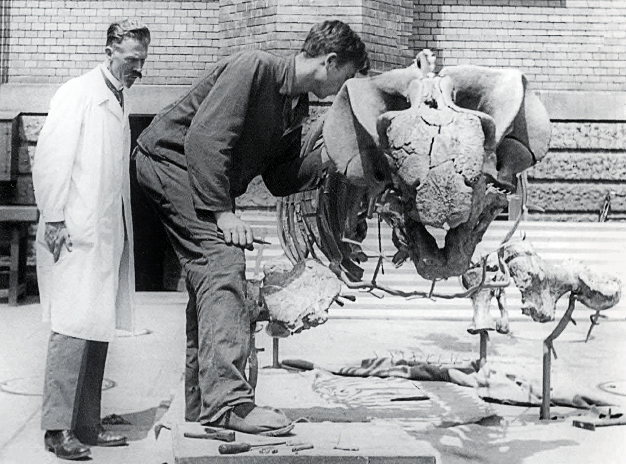
Friedrich von Huene (izquierda) con un esqueleto Dicinodonte Stahleckeria en la Universidad de Tubinga.

En 1947, Ney Vidal y Carlos de Paula Couto, el Museo Nacional do Rio de Janeiro, se recoge en la región. En 1955, el prof. Irajá Damiani Pinto (UFRGS), hizo colecciones en Paleorrota.
Dr. Romeu Beltrão, en 1951 recogidomaterial fue enviado al Museo Nacional do Rio de Janeiro. Posteriormente el material se estudió por Carlos de Paula Couto.
Desde 1956, sacerdote Daniel Cargnin, que enriquece numerosos museos, como el Museo Vicente Pallotti, Museo Sacerdote Daniel Cargnin, UFSM, UFRGS y PUCRS. Trabajó con Mário Costa Barberena (UFRGS). Recogió más de 50 cráneos. Él era un paleontólogo autodidacta, que recogió el 80% de los fósiles que se encuentran en los museos de la región.
Desde los años 60, con la creación de la Facultad de Geología de la Universidad Federal de Río Grande del Sur, y más tarde su Graduate, la cartografía geológica del estado recibió gran aumento, así como el conocimiento de las rocas sedimentarias paleontológico encuentran allí.
En los años 70 y 80, en São Pedro do Sul, Walter Ilha, un paleontólogo autodidacta, recogido fósiles de la región. Recogidos bibliografías, libros y revistas sobre el tema. Luchó para construir un museo en su ciudad. En 1987 murió, y el museo tomó el nombre de Museo Paleontológico y Arqueológico Walter Ilha.
En Paleorrota, paleontología comenzó con paleontólogos aficionados y autodidactas. Más tarde tuvimos la llegada de varios paleontólogos extranjeros, que contribuyeron con su investigación y paleontología enseñanza impulsado en nuestras universidades y escuelas. A lo largo de este período de la investigación de auto-estudio en general se hicieron con sus propios recursos financieros.

## Investigación y Enseñanza
A principios de los años 60, comenzó los primeros cursos universitarios de geología en Brasil, debido a los incentivos para buscar petróleo. Entre las primeras universidades fue UFRGS, que comenzaron con la dirección del prof. Irajá Damiani Pinto. La enseñanza de la paleontología se produce hoy la UFRGS, UFSM, UNIPAMPA, PUCRS, ULBRA y UNISINOS. Actualmente UFRGS produce réplicas de fósiles que se venden o intercambian con otros centros de investigación, museos y empresas.
También se ha intensificado el turismo paleontológico en la región, y la UNIFRA ha preparado para los profesionales del turismo.
En octubre de 2009, comenzó la distribución gratuita de mil ejemplares del libro vertebrados fósiles de la zona de Santa María. El libro será entregado a las instituciones, las escuelas y las bibliotecas de Santa María, con el propósito de difundir la enseñanza de esta asignatura en las escuelas del área. El libro fue publicado por el Ayuntamiento de cidade.
Se publicaron dos libros de historietas con títulos Xiru Lauterio y Dinosaurios I y II, con el fin de divulgar la paleontología y la cultura gaucha en los niños.

## Turismo

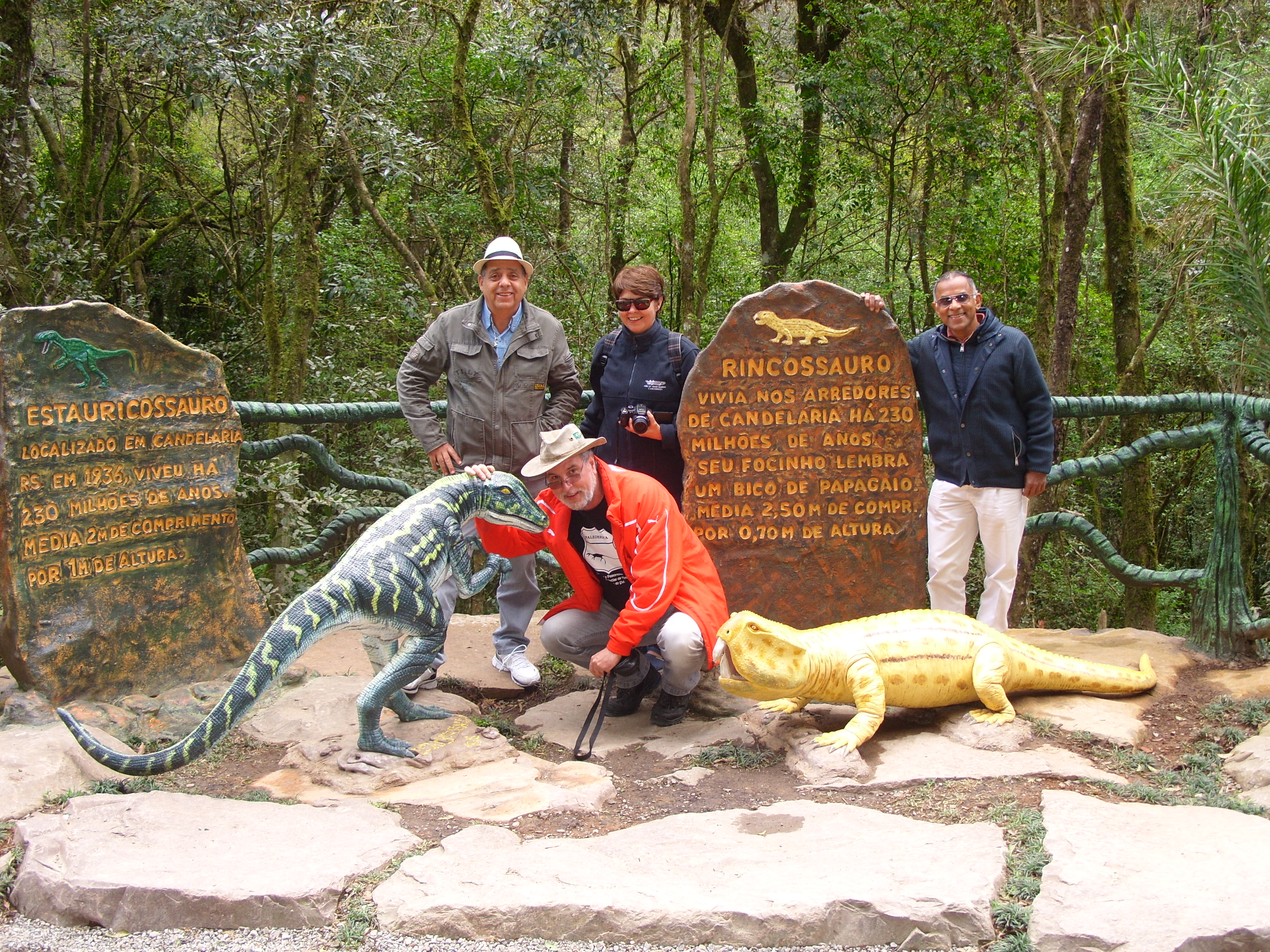
Staurikosaurus y Rincosaurio. Turismo paleontológico, Canela.

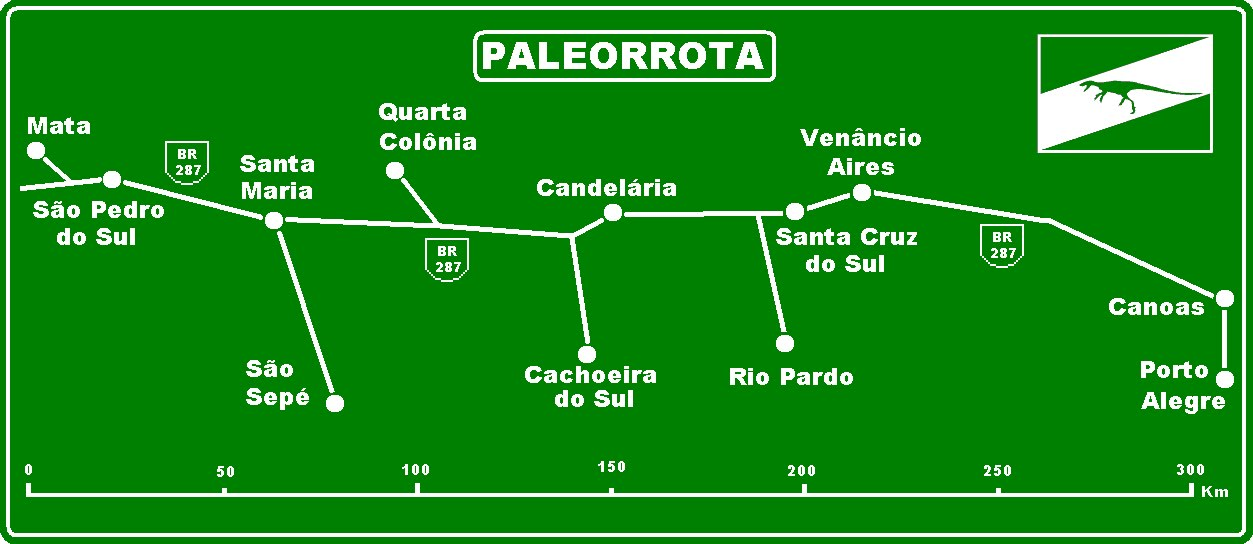
Turismo en Paleorrota.

Los grandes descubrimientos no fueron suficientes para movilizar a las autoridades de la región a utilizar el Turismo Paleontológico. Más del 25% de la superficie del Estado de Rio Grande do Sul son en este geoparque, con más de 40 municipios involucrados y el 8% de la población estatal. 16
Actualmente, menos de 10.000 turistas al año visitan el geoparque, debido a la falta de inversión en infraestructura. Si cada gaucho visita a la región, una vez en la vida, tendría 150 mil turistas al año. Esto demuestra que el turismo está siendo sub aprovechada y si se compara con los 3 millones que anualmente visitan Gramado y Canela, los números son mediocres. Si comparamos lo que gasta cada turista durante un viaje, nos dimos cuenta de una enorme pérdida de cientos de millones de la pérdida de ingresos fiscales y la creación de empleo en la región.
Autoridades no se involucran para activar el Turismo Paleontológico. Es necesario la inversión de dinero público en los proyectos. El proyecto Ruta de los Dinosaurios garantizar la circulación de los turistas y el retorno de esta inversión sería a través de los impuestos.

## Cómo visitar los sitios
Los turistas que llegan a Porto Alegre tiene varias opciones para las visitas a los museos de la ciudad. Una visita a lo Jardín botánico, visita también el Museo de Ciencias Naturales de la Fundación Zoobotánica de Río Grande del Sur, que es en el interior y cuenta con una exposición de fósiles. A dos kilómetros de distancia se encuentra el Museo de la Ciencia y la Tecnología PUCRS, que cuenta con varios ejemplares de fósiles, así como una exposición de ciencia y tecnología. Siete kilómetros de la PUCRS, se dieron cita en el campus de la UFRGS, donde se encuentra el Museo de Paleontología Irajá Damiani Pinto al lado del edificio de la Geociencias y cuenta con un Laboratorio de  Paleontología.
El Museo de la Historia Geológica de Rio Grande do Sul se encuentra en São Leopoldo, dentro de la UNISINOS y está a treinta kilómetros de Porto Alegre. La UNISINOS ha destacado en la investigación con Paleobotánica.
Conocer la Paleorrota, comenzando el viaje en Porto Alegre, debe ir a BR-287 en dirección a Santa María, se trata de 300 kilómetros de distancia. Siguiendo el camino pasamos por la ciudad de Venâncio Aires, que es el comienzo de la zona de fósiles. En la ciudad de Candelária, visitamos el Museo Aristides Carlos Rodrigues.
Al llegar a Santa María, se puede visitar lo campus de la UFSM, el Museo Vicente Pallotti y el Museo Educativo Gama D'Eça. En la ciudad de Santa María, que era toda la historia de la paleontología en Paleorrota comenzó. La ciudad en sí está en un gran depósito de fósiles. La ciudad tiene muchos hoteles, centros comerciales y restaurantes.

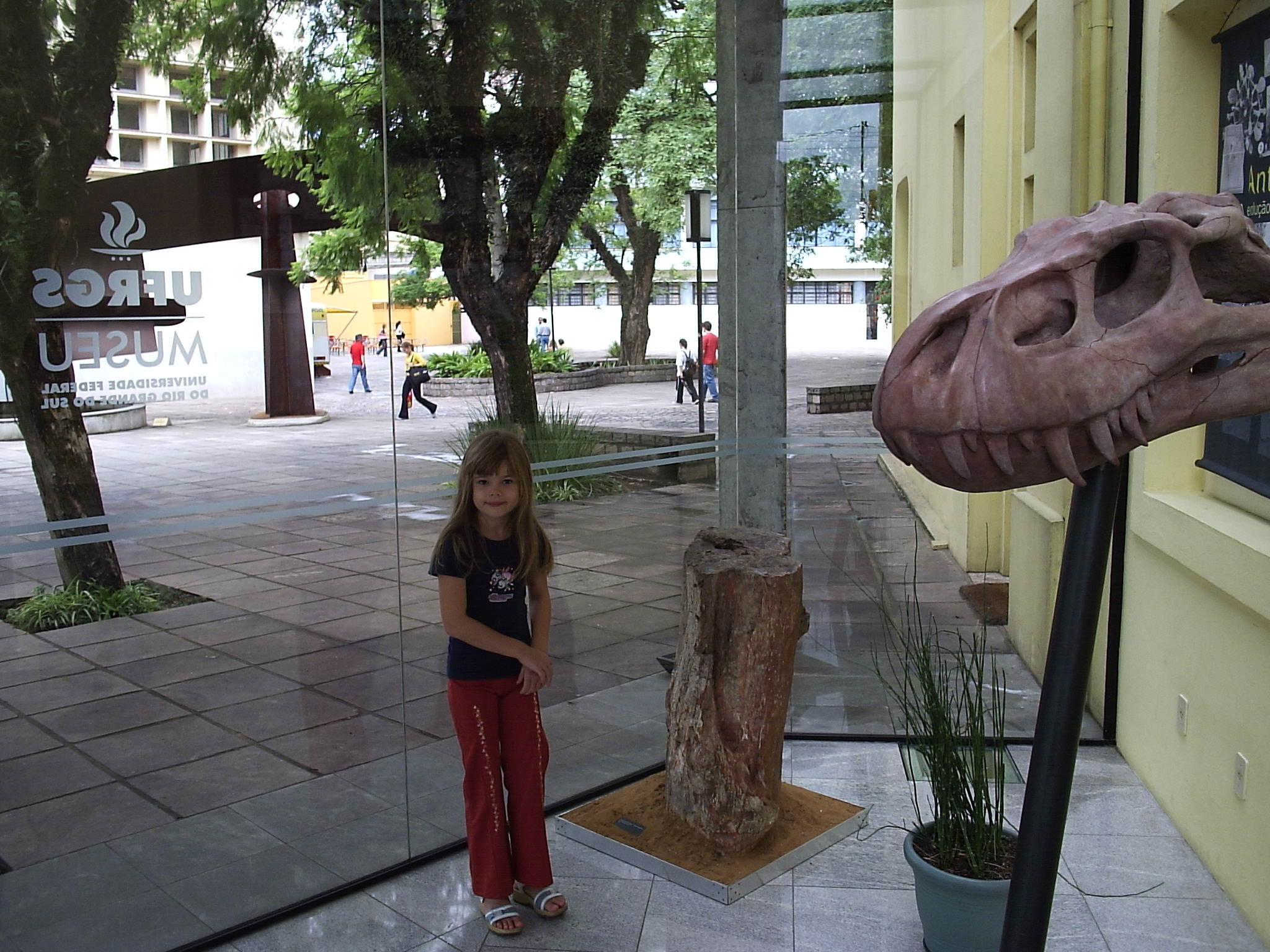
Turismo Paleontológico.

Otros 40 kilómetros de viaje, y llegó a São Pedro do Sul, donde se encuentra el Museo Paleontológico y Arqueológico Walter Ilha. Otros 40 kilómetros y llegamos a la ciudad de Mata, donde se encuentra el Museo Sacerdote Daniel Cargnin. Aquí hay un Bosque petrificado que se encuentran por toda la ciudad. En Mata termina nuestro viaje.
De Porto Alegre a Mata, es de unos 400 kilómetros es mejor ir Paleorrota con el coche. Si prefiere ir en autobús a Santa María.

## Internacional de Turismo
En el turismo internacional, el país que más envía a los turistas a Brasil es Argentina, con más de un millón al año. Estos turistas suelen viajar la Ruta de los Dinosaurios de coche, pasando por Rio Grande do Sul hacia las playas de Santa Catarina. La falta de inversión en turismo en Paleorrota, hace que el Estado no puede crear puestos de trabajo y recaudar millones en impuestos.

## Ciudades y Municipios
De los siete mesorregiones el estado de Rio Grande do Sul, cinco están en el geoparque Paleorrota, que son:
1. Mesorregión del Centro Occidental Rio-grandense, el principal Mesorregión del geoparque, atravesada por la ruta BR-287.
2. Mesorregión del Centro Oriental Rio-Grandense, cubierta por la ruta BR-287.
3. Mesorregión del Sudoeste Rio-Grandense, este Mesorregión contiene áreas del Pérmico.
4. Mesorregión Metropolitana de Porto Alegre, una pequeña porción al oeste es el geoparque y está cubierto por la ruta BR-287.
5. Mesorregión del Sudeste Rio-Grandense, parte occidental de la región se encuentra en el geoparque.

A pesar de más de cuarenta municipios implicados en el geoparque, el gobierno brasileño y el gobierno de Rio Grande do Sul, que son constitucionalmente responsables de los fósiles, se ha hecho muy poco para el turismo paleontológico.
La baja demanda de turistas se debe a la falta de inversión de la Secretaría de Turismo de Río Grande do Sul y el Ministerio de Turismo, generando una renta baja con el movimiento de turistas que termina por no generar recursos para invertir en la investigación y la educación paleontología. Eso no cambia, la paleontología en algo económicamente sostenible.
Instituciones como la Federación de Asociaciones de Municipios de Rio Grande do Sul y de la Asamblea Legislativa de Rio Grande do Sul, No trabajar en proyectos para unir estas ciudades en este objetivo. La Sociedad de Investigación de Recursos Minerales tampoco ha logrado unir a las instituciones que involucran el estado y los municipios.
Proyectos como la Ruta de los Dinosaurios y Paleorrota Instituto, tratar de hacer geoparque sostenible.

## Fósiles de la Región
Los fósiles de los animales vertebrados se encuentran en la tierra roja o lutolita. Dependiendo del proceso de fosilización tiene algunas características:
- Sin carbonato de calcio - El fósil tiene que ser blanco y se disuelven fácilmente en agua.
- Con carbonato de calcio - El fósil tiene una roya parda, y tienen la forma de hormigón a causa de carbonato de calcio. Cuando los fósiles es la cantidad ideal de carbonato de calcio, el fósil no es deforme, y no se disuelve en el agua. Sin embargo, el exceso de carbonato de calcio deforma la fósiles, dándole la apariencia de hinchazón. Si hay una gran cantidad de fósiles de carbonato de calcio, es desmenuzable, y que se disuelve en el agua.

Otra característica importante es causado por el movimiento de suelo. Durante los millones de años que los fósiles son de suelo bajo, el lento movimiento de la tierra, crea ondulaciones en los fósiles, a saber, los fósiles pueden ser ondulado.
La mayoría de lutolita la región está cubierto con tierra, sin dejar de tocar los fósiles. Solo uno por ciento de lutolita está expuesto en los arroyos, riachuelos, lagos y caminos.

## Geoparque UNESCO
En los años 80 el ciudad de Mata, con el apoyo de São Pedro do Sul y Santa María, pidió a la UNESCO que la región fue clasificada como Patrimonio de la Humanidad. En este moment, la UNESCO no era una solución al patrimonio geológico del mundo.
El concepto de geoparque creado y difundido en Europa, fue adoptada por la UNESCO en 1998. Para un geoparque, entre la red de Geoparque de la UNESCO, es necesario que se cumplan ciertos requisitos:
- Haga una consulta amplia en todos los más de 40 municipios involucrados.
- Unirse lo sector privado y Poderes públicos.
- Crear un modelo económicamente sostenible, utilizar el Turismo, Investigación y Educación en Paleontología.
- El turismo debe ser una fuente de ingresos para cubrir los costos de la investigación y la educación.
- Ayude a preservar el patrimonio fósil para las generaciones futuras.

La certificación es un reconocimiento de la UNESCO para el turista y asegura que hay un parque geológico en el turismo responsable y una infraestructura para recibir turistas.
El Grupo Paleorrota reúne a personas de la región central de Rio Grande do Sul, a través de una Lista de correo electrónico en Internet. Falta una mayor participación de las instituciones públicas como la Secretaría de Turismo de Río Grande do Sul, la Federación de Asociaciones de Municipios de Rio Grande do Sul y la Compañía de Investigación de Recursos Minerales. Es necesario involucrar a los legisladores del estado y de la Asamblea Legislativa de Rio Grande do Sul para legislar sobre el tema. Todo esto hace que los proyectos existentes para progresar lentamente.
Actualmente la demanda de turistas es muy baja, pero con potencial para crecer. La demanda no crece debido a la falta de inversión en atractivos turísticos que solo se pueden realizar con los esfuerzos conjuntos de poder privado y público. Para el geoparque ser económicamente sostenible, es necesario que la demanda actual de 10.000 turistas al año suben a 150.000 turistas al año, y más allá del punto de equilibrio económico. Si cada gaucho visitó la región, una vez en la vida, se llega a este punto, se nota que hay mucho espacio para crecer económicamente.
Proyectos Geoparque Paleorrota, Instituto Paleorrota y Ruta de los Dinosaurios están destinados para crear esta sostenibilidad económica de Paleorrota.

### Administración
Actualmente no hay ninguna Unidad de Gestión, según lo determinado por la UNESCO, que administra el geoparque. Este problema se produce porque los gestores estatales no se involucran mucho con este Patrimonio de la Humanidad.

## CAPPA - Centro de Apoyo a la Investigación Paleontológica
Situado en la calle Maximiliano Vizzotto, 598, junto al Monumento de Nuestra Señora de La Salette, cerca de la ruta RS 149, en la ciudad de São João do Polêsine, Rio Grande do Sul, Brasil.
Será un centro de apoyo a la investigación del geoparque Paleorrota. Este edificio se 2.649m ² y se divide en tres etapas de construcción, la primera de las cuales se completó a principios de 2009. También en este tiempo comenzó a definir los objetivos y propósitos intitucionais.
Este trabajo, que cuenta con el patrocinio de Petrobras y Eletrobrás.

## Fósiles de la región

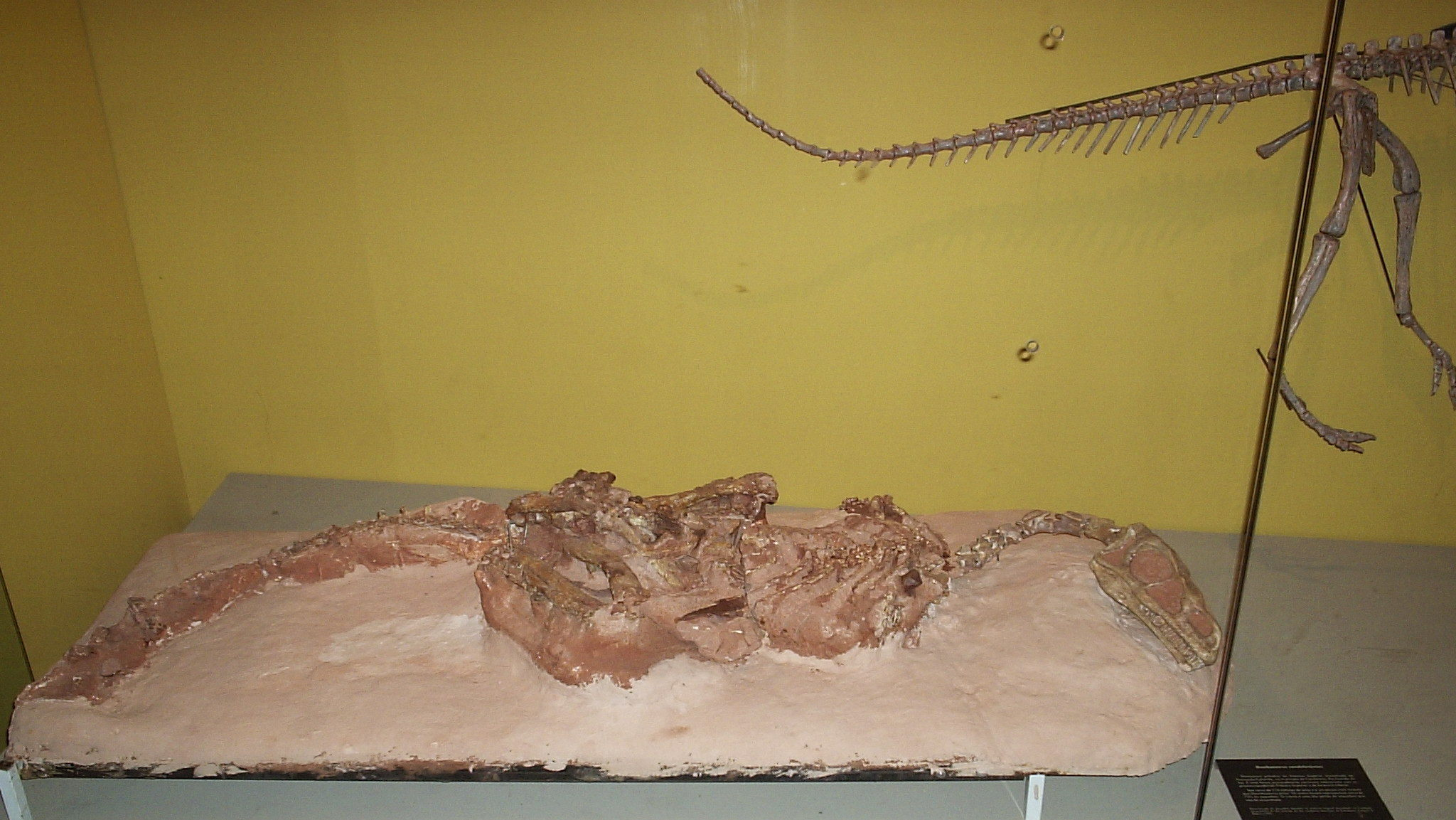
Guaibasaurus.

La zona norte del geoparque es Triásico y en el pasado consistía en ríos y lagos ricos en oxígeno y carbonato (alcalino), que facilita el mantenimiento de los huesos, pero se deterioró fácilmente las partes más débiles de la planta y tejidos animales. Solo los árboles troncos permineralizados sobrevivieron en los ríos, la Formación Santa Maria y Formación Caturrita.
Al sur está la zona data del Pérmico, con la Formación Rio do Rasto y Formación Río Bonito. Estaban compuestos por manglares y pantanos de aguas ácidas y anoxicas que facilitaron la preservación de los tejidos frágiles tales como hojas, semillas, polen y esporas. Pero fácilmente destruido huesos.
Los fósiles de vertebrados se encuentran en la tierra roja o lutolita. Dependiendo del proceso de fosilización, tener ciertas características:
- Sin Carbonato - Fósil tiene un color blanco y se disuelve fácilmente en agua.
- Con Carbonato - Fósil tener un color roya parda, y tienen la forma de hormigón debido a que el carbonato de calcio. Cuando el fósil es con la cantidad óptima de carbonato, fósiles no se deforma, y no se disuelve en agua. Pero el exceso de carbonato deforma el fósil, dejando el aspecto de hinchada. Si hay una gran cantidad de carbonato de fósiles, se desmenuza, y se disuelve en agua.

Otra característica importante es causado por el movimiento del suelo. Durante los millones de años que la tierra fósil son bajos, el lento movimiento de la tierra en el fósil genera ondulaciones o el fósil se vuelve ondulado.
La mayor parte de la lutolita, de la región está cubierta por el suelo, sin dejar fósiles emerger. Solo uno por ciento de la lutolita se expone en arroyos, riachuelos, caminos y estanques.

## Las formaciones geológicas y biozonas
La región se compone de la Formación Santa Maria, Formación Caturrita, Formación Sanga do Cabral, Formación Rio do Rasto, Formación Irati y Formación Río Bonito. Estas son las principales formaciones con principiais tipos de animales que se encuentran en ellas:
- Árbol: Biozona que se caracteriza por la presencia de una gran cantidad de madera petrificada.
- Mammalia: Aquí es donde empiezan a aparecer los mamíferos modernos (Procolophon, Temnospondylis, Dicinodontes, Cinodontes y Arcosaurios).
- Rincosauria: Biozona con predominio de los Rincosaurios (Rincosaurios, Arcosaurios y Cinodontes).
- Traversodontes: Biozona de Cinodontes travesodontídeos (Cinodontes y Arcosaurios).
- Terápsidos: Predominio del Dinodontosaurus y Massetognathus. (Procolophon, Dicinodontes, Cinodontes, Rincosaurios y Arcosaurios)
- Procolophon: Predominio del Procolophon. Gran parte del material fragmentado y a menudo difíciles de clasificar. (Temnospondylis, Procolophon, Cinodontes, no mamalianos indeterminado y Prolacertiformes indeterminado).
- Pareiasaurus: Biozona de Pareiasaurus.
- Mesosaurus: Biozona de Mesosaurios.
- Plantas: Las principales son plantas Glossopteris, Cordaites, Gangamopteris y Brasilodendron.

## Legislación

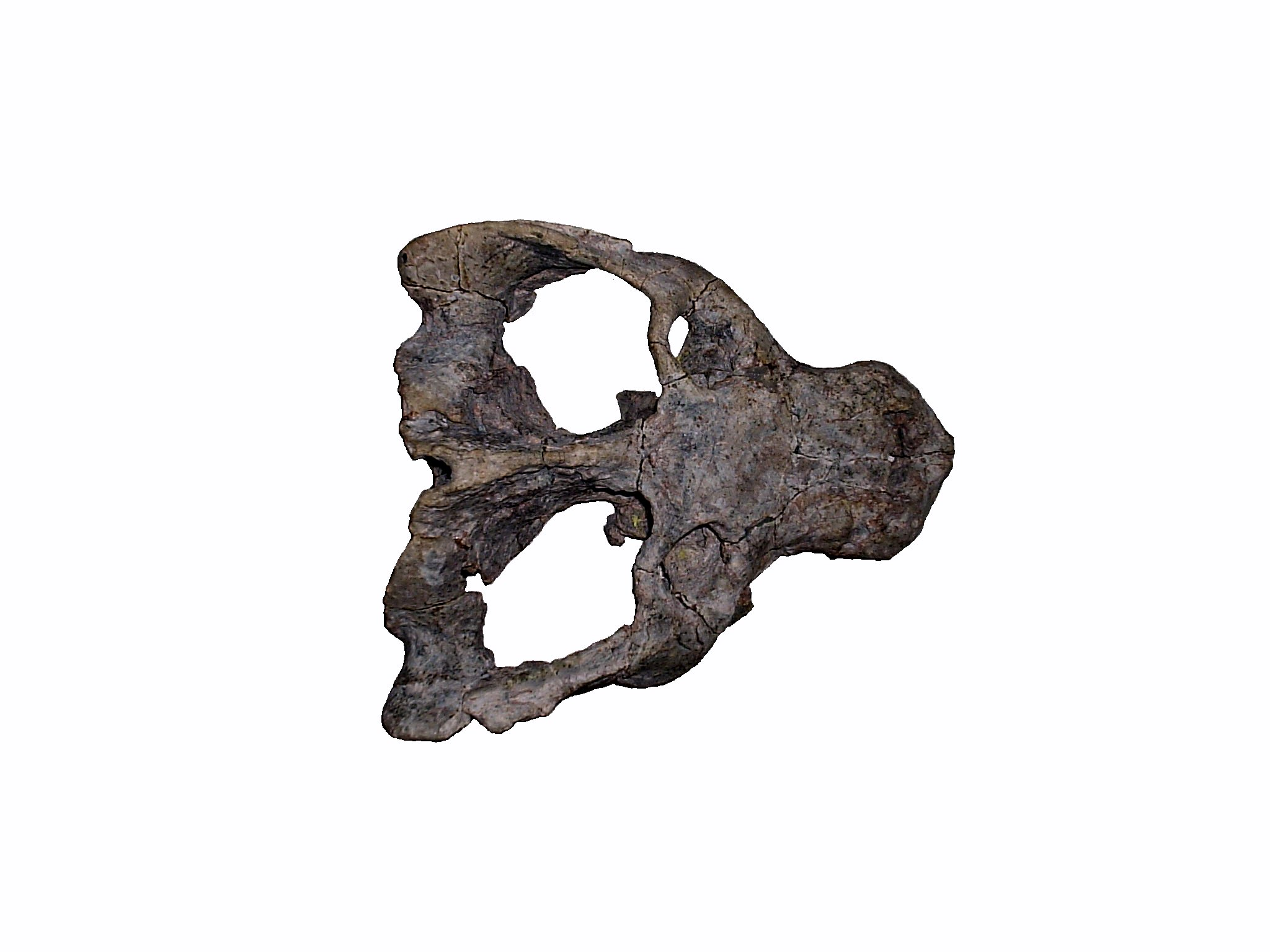
Exaeretodon.

Desde la década del 40, la ley federal protege a los fósiles como bienes de la Unión en 2001 fue de solo creó una ley estatal que protege los fósiles de Paleorrota, que, en general, dispone lo siguiente:
- Los fósiles son el patrimonio cultural del estado.
- Los fósiles solo pueden ser recogidos por técnicos o paleontólogo que están haciendo por la institución de investigación reconocida oficialmente.
- Instituciones extranjeras, solo con la supervisión de una institución de investigación en el estado.
- La visita al Sitio Paleontológico solo puede lograrse con la supervisión de alguien autorizado.
- Transporte de los fósiles solo con el permiso, con una garantía de retorno.
- Uso para fines económicos, solo para los turistas, con guías autorizados.

La legislación está en plena Sociedad Brasileña de Paleontología

## Véase también

Animación del movimiento de los continentes a partir de Pangea.